# Calle Peregrina
La calle Peregrina es una calle de la ciudad española de Pontevedra situada en el centro de la ciudad, en el Ensanche. Es una de las principales calles de Pontevedra.

## Origen del nombre
La calle recibe su nombre de la iglesia de la Virgen Peregrina, levantada en las proximidades de la antigua muralla de Pontevedra. De sus inmediaciones parte el primer tramo de la calle.

## Historia
En la Antigüedad el trazado actual de la calle Peregrina coincidía con la antigua calzada romana Vía XIX, muy transitada. En la Edad Media, esta vía pasó a formar parte del Camino de Santiago Portugués de peregrinación, y constituía extramuros la calle de entrada al recinto amurallado. En el siglo XVIII se localizaban ya casas en las inmediaciones de la iglesia de la Virgen Peregrina, que dio nombre a la calle. En el siglo XIX, en 1856, según el plano de Pontevedra del Teniente Coronel de Ingenieros Francisco Coello de Portugal y Quesada el tramo de la calle hasta la Glorieta de Compostela ya disponía de construcciones en ambos lados de la calle. 
En 1843 la calle se denominó Nodales, nombre que no tuvo una gran aceptación, recuperando su denominación tradicional de Peregrina en 1854. Entre 1847 y 1851 con el crecimiento urbano y el desarrollo de los ejes viarios que comunicaban la ciudad con otras poblaciones gallegas se remodeló la carretera conducente a Tuy y Portugal, correspondiente a la calle Peregrina en su tramo más céntrico.
En 1844 se estableció en la calle Peregrina en lo que sería un siglo después la esquina con la nueva calle Daniel de la Sota la imprenta Viñas, de la que fueron clientes Castelao y Gonzalo Torrente Ballester. En los años 1950 el local se remodeló y amplió para albergar una librería y una papelería. La librería Viñas cerró en octubre de 2004.
En esos mismos años 1950 se estableció también en la calle la famosa tienda gourmet y delicatessen Alimentación Juncal. Comenzó como un negocio de ultramarinos y desde los años 1990 es un referente del mercado gourmet.
En 1931 la calle se denominó Salmerón, nombre que tampoco perduró en el tiempo. A partir del año 1943 pasaron por la calle los trolebuses que conectaban Pontevedra con Marín, así como la circulación rodada de automóviles.
A finales de los años 1990 cerró en el último tramo de la calle, en el número 54, el Sanatorio Santa Rita, uno de los sanatorios de referencia de la ciudad.
A principios del siglo XXI, en 2001 y 2002, se peatonalizaron los primeros tramos de la calle hasta la Glorieta de Compostela y el tráfico rodado dejó de pasar por ellos, dedicándose exclusivamente a los peatones.

## Descripción
Se trata de una calle de 400 metros de longitud, llana y con un trazado prácticamente recto en un eje noroeste-sudeste, que conecta la plaza de la Peregrina con la Avenida de Vigo. Su anchura media en su tramo noroeste, el más cercano al centro histórico de la ciudad es de 7 a 8 metros y en su tramo sudeste, en el Ensanche de 11 a 12 metros. En su trazado confluyen por su lado izquierdo las calles García Camba y Andrés Mellado y por su lado derecho las calles Daniel de la Sota, Fray Juan de Navarrete, Sagasta y Mariscal Pardo de Cela. 
Es una calle céntrica de la ciudad situada en pleno Ensanche, peatonal en sus primeros 160 metros desde la plaza de la Peregrina. En la confluencia con la calle Fray Juan de Navarrete se abre en su centro la Glorieta de Compostela.
Se divide en tres tramos diferenciados: el primero peatonal de la plaza de la Peregrina a la calle Daniel de la Sota, el segundo desde la calle Daniel de la Sota hasta la calle Sagasta y el tercero desde la calle Sagasta hasta la avenida de Vigo. El segundo tramo está peatonalizado hasta la Glorieta de Compostela. En él se hallan en su tramo más céntrico varios perales de Callery y cerezos silvestres y en su tramo más cercano a la calle Sagasta 6 naranjos amargos. El tercer tramo desde la calle Sagasta hasta la avenida de Vigo está flanqueado por una hilera de palmeras de abanico californianas.
La calle forma parte del itinerario del Camino de Santiago Portugués desde la calle Sagasta a la plaza de la Peregrina.
La calle Peregrina es una calle muy comercial, sobre todo en sus dos primeros tramos. En ella se ubican establecimientos comerciales de gran solera como la tienda gourmet Alimentación Juncal, que comercializa los mejores productos gallegos y españoles y tiene 4.000 productos exclusivos con jamones o quesos como referentes. En la calle se encuentran también múltiples tiendas de moda y complementos como Jomafer (desde 1957), Reizentolo (desde 2014 en esta calle), Florentino (desde 2016), Zara Kids (desde 2006) o Ton Sac (desde 1994), así como cafeterías y pastelerías, como el Café Central o Natas D'Ouro, abierta en 2020 y especializada en natas portuguesas. Otros establecimientos emblemáticos en la ciudad ubicados en esta calle ya desaparecidos fueron las tiendas de complementos Barros (abierta en 1972), Tobaris (abierta en los años 1940) y la librería Viñas.

## Galería de imágenes

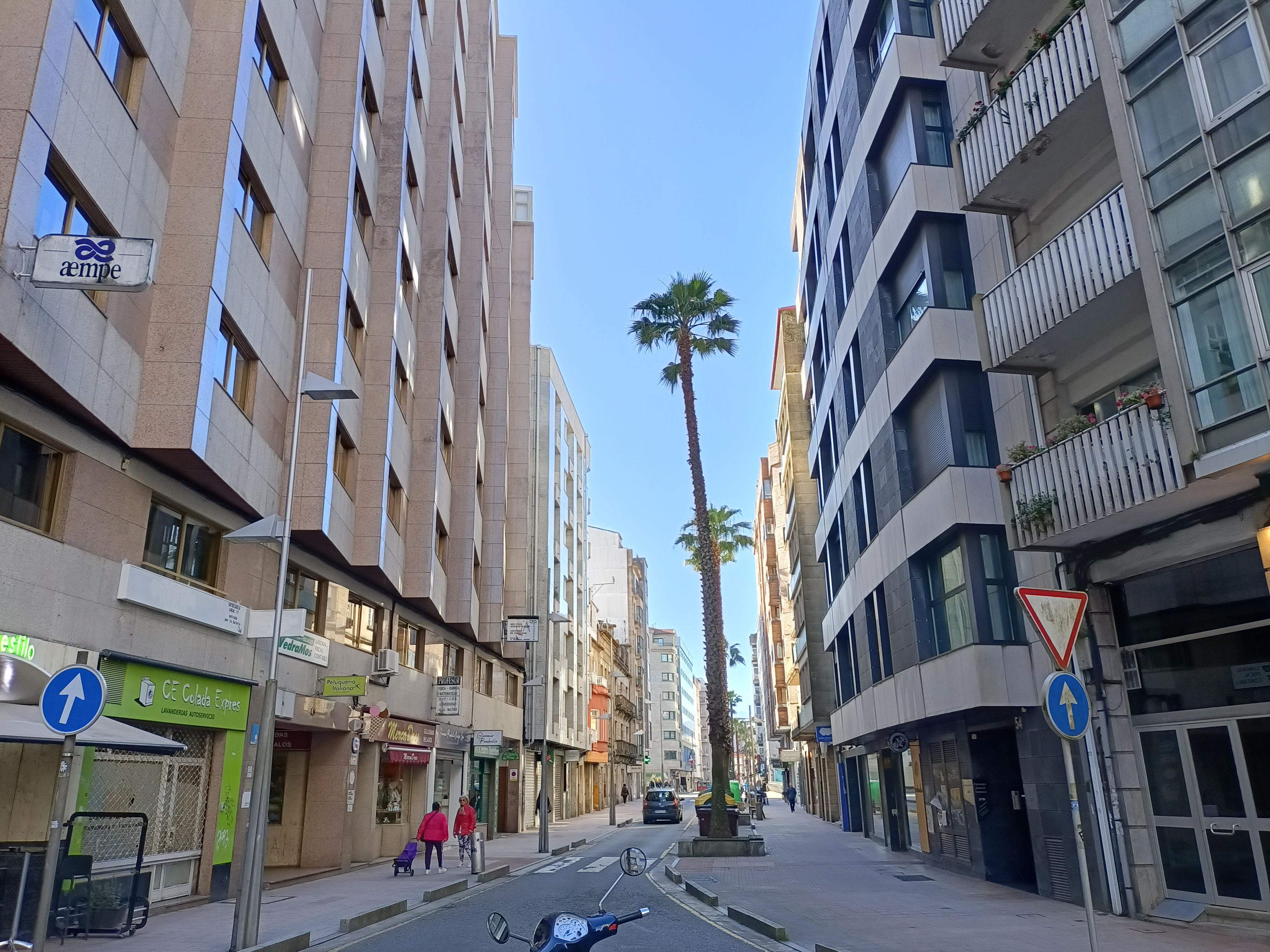
Último tramo de la calle con sus palmeras de abanico californianas
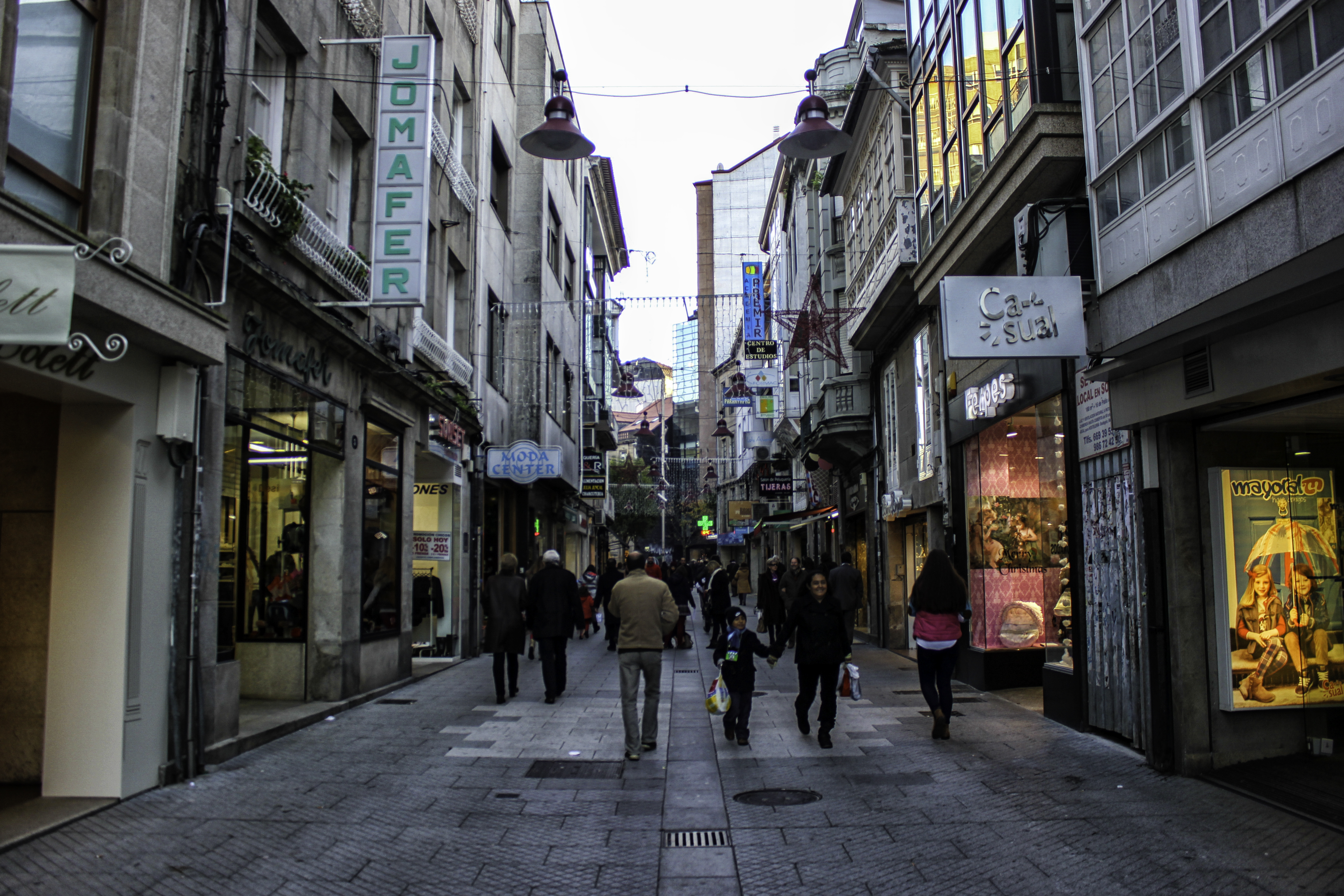
El primer tramo de la calle en 2013
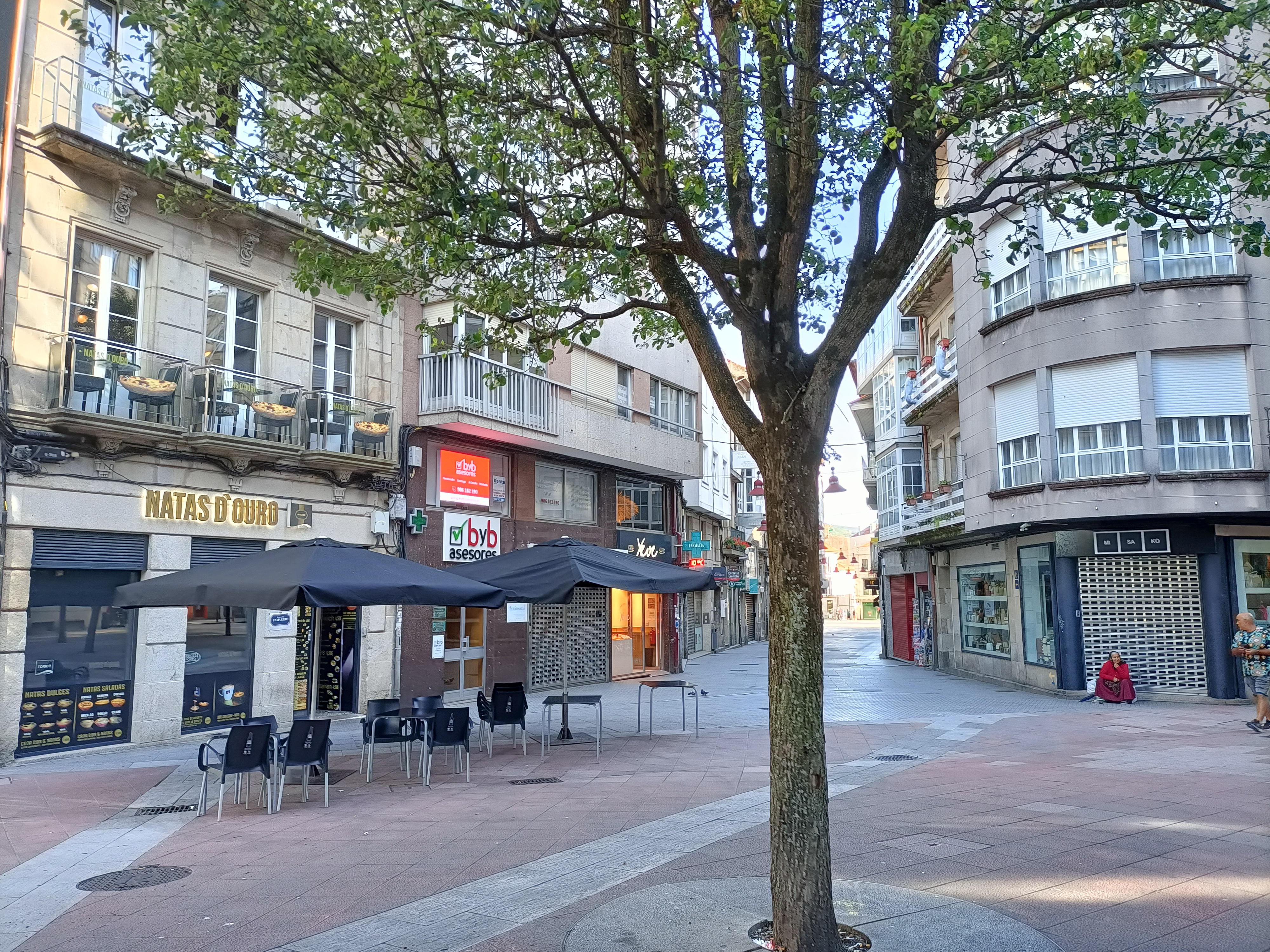
Pastelería-cafetería especializada en Natas de Portugal
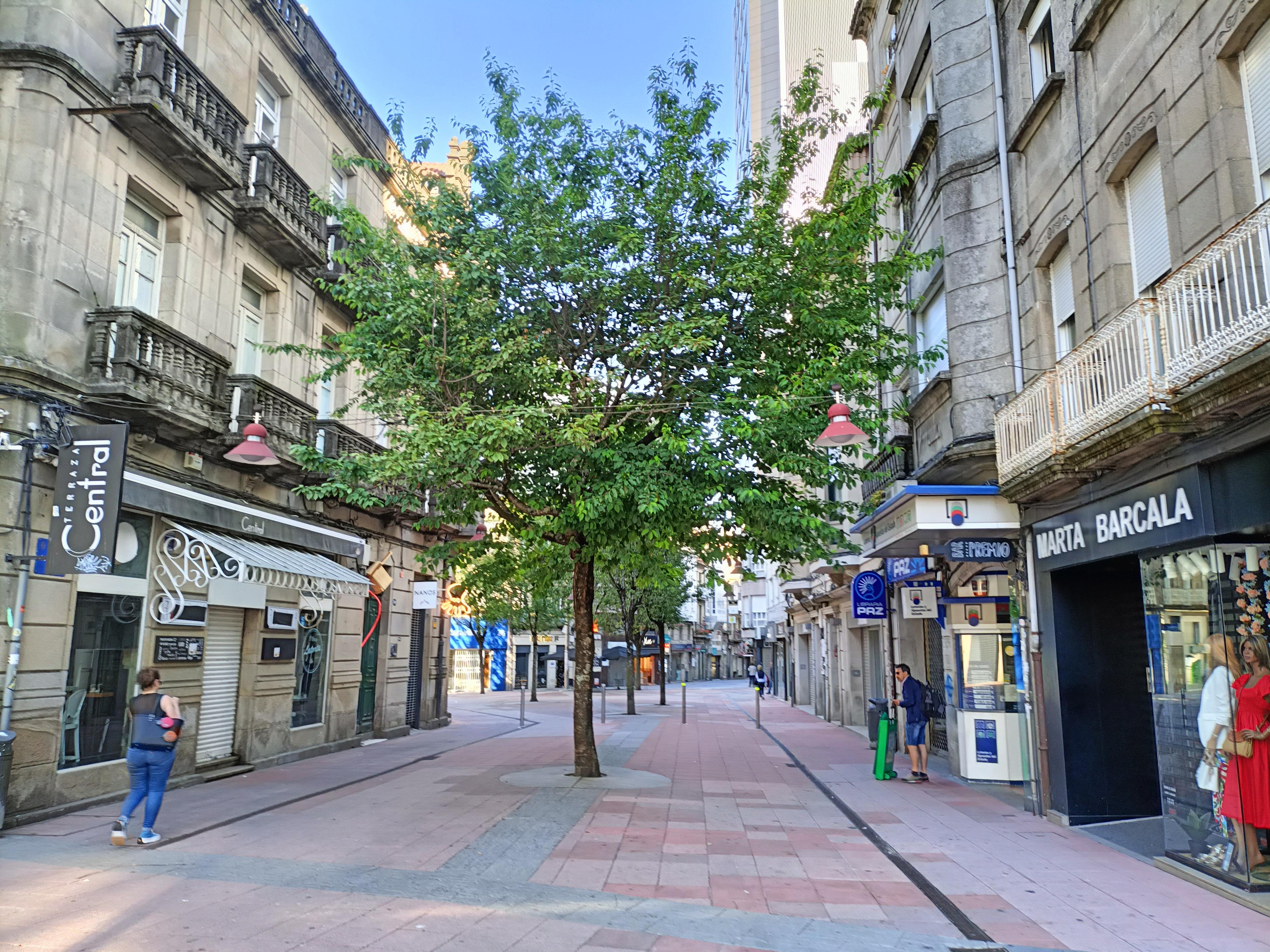
Segundo tramo arbolado de la calle
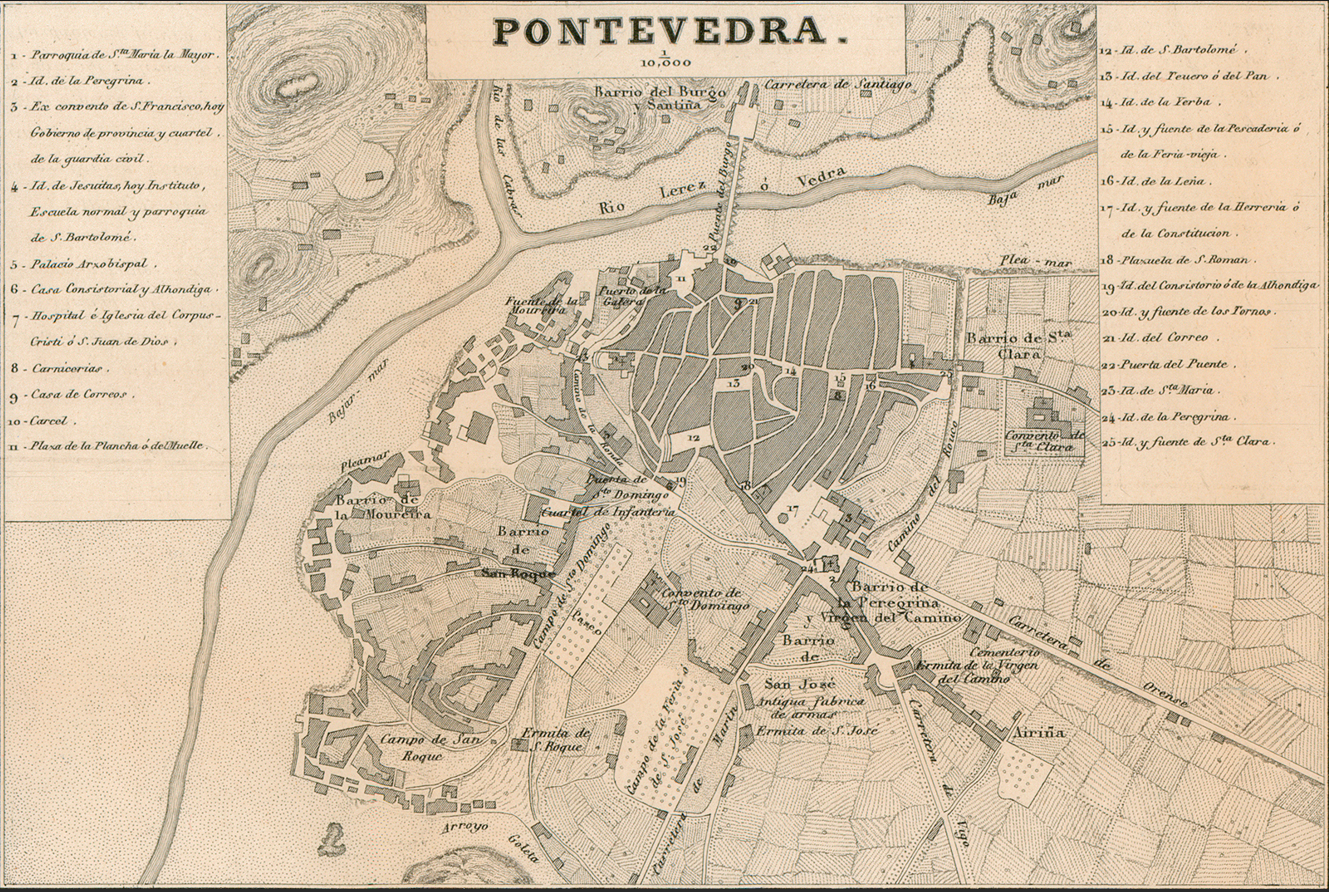
Plano de 1856 con la calle en el Barrio de la Peregrina
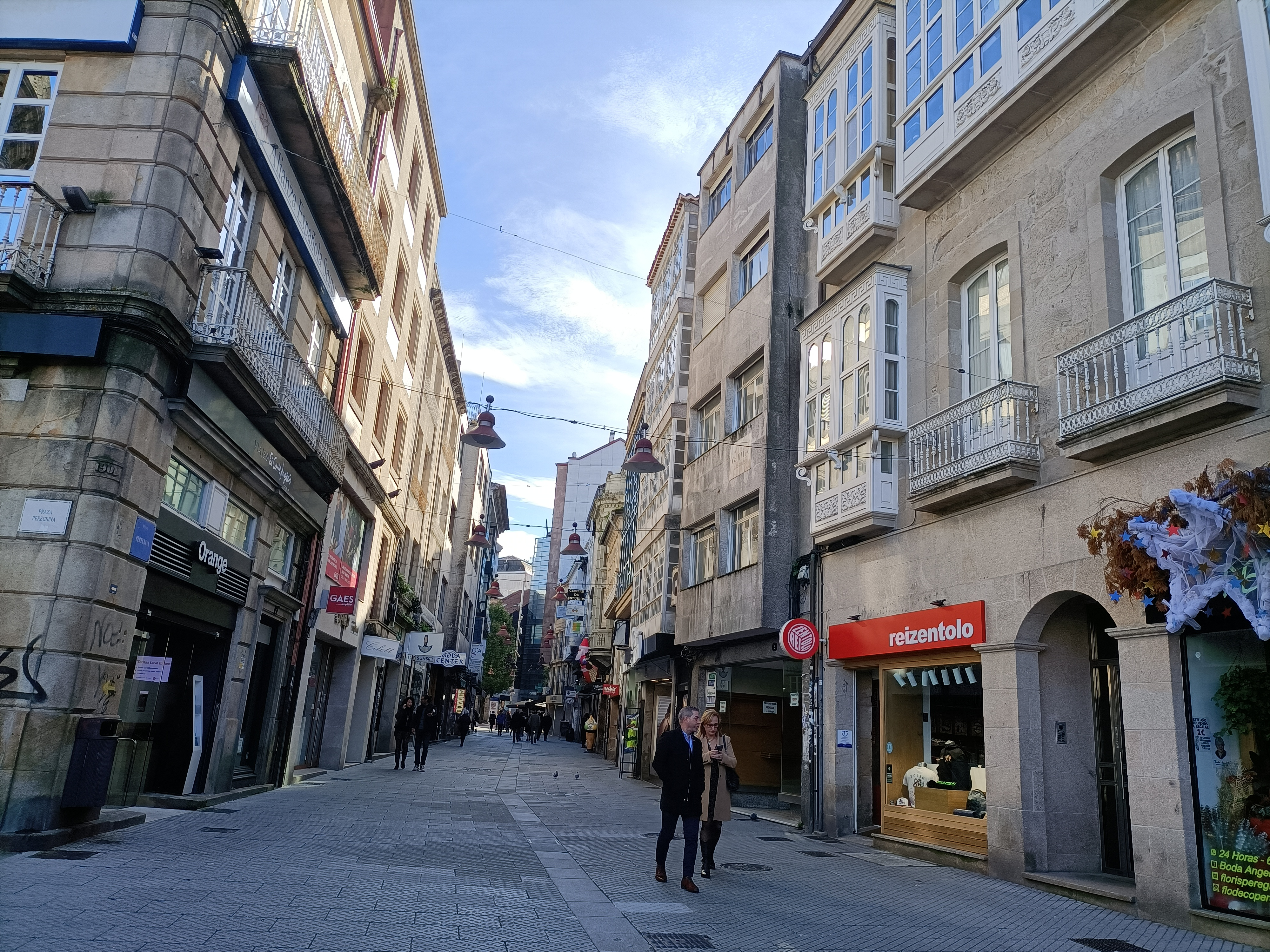
Primer tramo de la calle en 2023
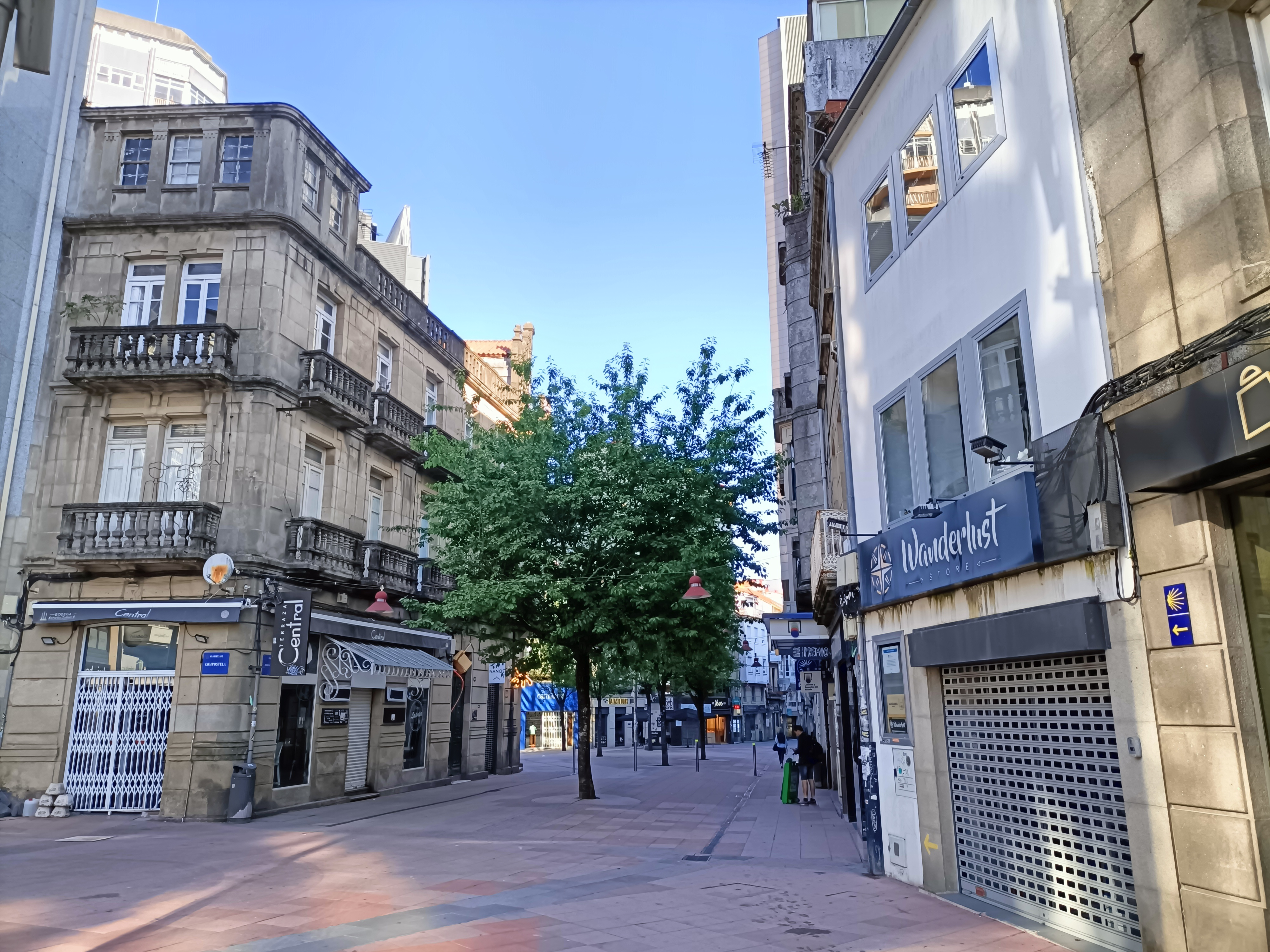
La calle al lado de la Glorieta de Compostela
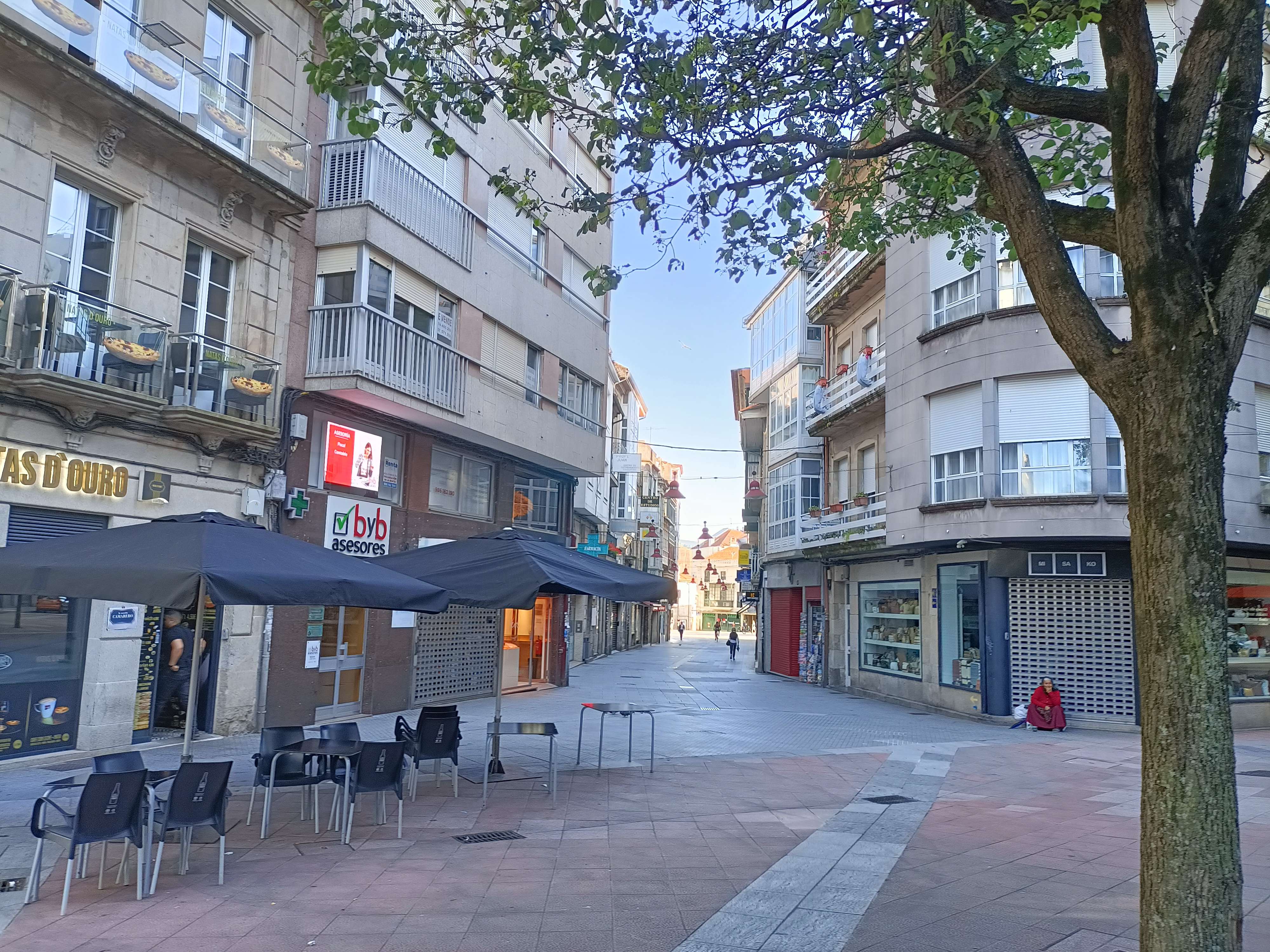
La calle en el cruce con la calle Daniel de la Sota
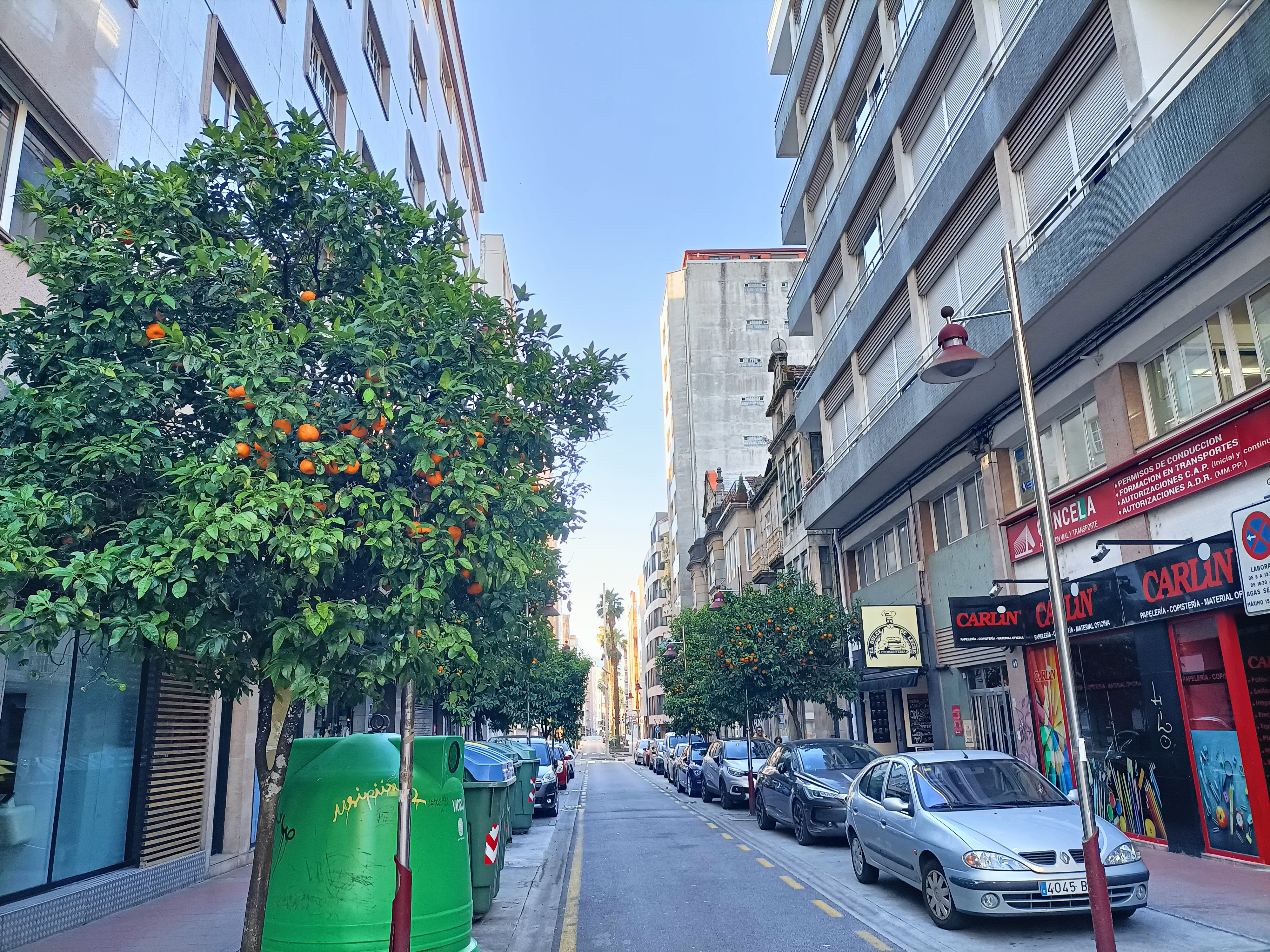
La calle Peregrina en 2025
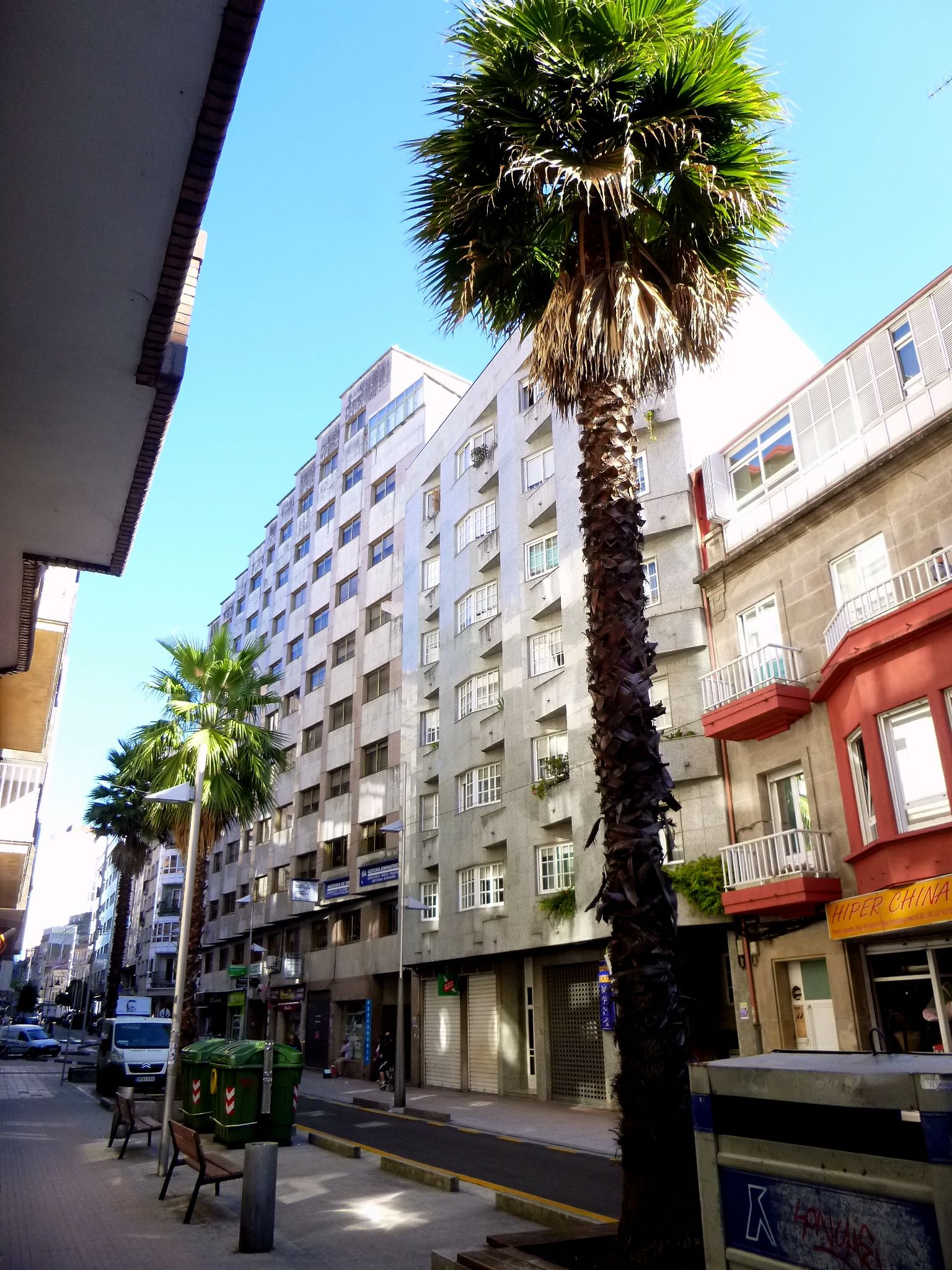
Último tramo de la calle con sus palmeras de abanico californianas